# إكس بوكس لايف آركيد

إكس بوكس لايف على الإنترنت

إكس بوكس لايف آركيد (XBLA) هو نوع من ألعاب الفيديو التي يتم تنزيلها من خلال خدمة التسوق في إكس بوكس لايف (Xbox Live Marketplace) و الذي يركز على الألعاب الصغيرة القابلة للتحميل من كبار الناشرين أو المطورين المستقلين .العناوين تتراوح بين الكلاسيكية وألعاب جديدة مصممة من الألف إلى الياء لهذه الخدمة. الألعاب متوفرة من خلال أسعار تتراوح بين 5 - 20 دولار .

## وصلة خارجية
- الموقع الرسمي